# Gränspunkt
För gränspunkter av fastigheter, se gränspunkt (fastighet).
En gränspunkt till en mängd eller följd är inom topologi en sorts punkt som kan "approximeras" av punkter i mängden eller följden.
Det finns olika och delvis motstridiga definitioner av gränspunkt, och det finns också många olika finare distinktioner av begreppet. Låt {\displaystyle (X,{\mathcal {T}})} vara ett icke-tomt topologiskt rum. 
En punkt {\displaystyle p\in X} är en gränspunkt till en mängd {\displaystyle A\subseteq X} om varje öppen mängd {\displaystyle M_{p}\in {\mathcal {T}}} som innehåller punkten, också har minst en punkt, {\displaystyle x\neq p}, gemensam med mängden {\displaystyle A}. Ibland används även termen hopningspunkt för dessa punkter, men den termen ges oftast en annan innebörd.
En gränspunkt {\displaystyle p\in X} till en mängd {\displaystyle A} är en omega-ackumuleringspunkt till mängden {\displaystyle A} om varje öppen mängd {\displaystyle M_{p}\in {\mathcal {T}}} som innehåller punkten {\displaystyle p}, också har ett uppräkneligt oändligt antal punkter gemensamma med mängden {\displaystyle A}.
En gränspunkt {\displaystyle p\in X} till en mängd {\displaystyle A} är en kondensationspunkt till mängden {\displaystyle A} om varje öppen mängd {\displaystyle M_{p}\in {\mathcal {T}}} som innehåller punkten {\displaystyle p}, också har ett överuppräkneligt oändligt antal punkter gemensamma med mängden {\displaystyle A}.
En punkt {\displaystyle x\in X} är en gränspunkt till en följd {\displaystyle \{x_{n}\}_{n=1}^{\infty }} av termer {\displaystyle x_{n}\in X} om varje öppen mängd {\displaystyle O_{x}\in {\mathcal {T}}} som innehåller punkten {\displaystyle x}, också innehåller nästan alla termer i följden, med undantag av ändligt många.
En punkt {\displaystyle x\in X} kallas ofta en hopningspunkt och ibland en ackumuleringspunkt till en följd {\displaystyle \{x_{n}\}_{n=1}^{\infty }} av termer {\displaystyle x_{n}\in X} om varje öppen mängd {\displaystyle O_{x}\in {\mathcal {T}}} som innehåller punkten {\displaystyle x}, också innehåller ett uppräkneligt oändligt antal termer ur följden. 